# Eide
Eide és un municipi situat al comtat de Møre og Romsdal, Noruega. Té 3.467 habitants (2016) i té una superfície de 152.16 km². El centre administratiu del municipi és el poble homònim.
El municipi està situat a la part nord de la península de Romsdal, a l'oest de l'illa d'Averøya. El far de Kvitholmen es troba just davant de la costa nord del municipi, en una zona amb centenars de petites illes i illots. El municipi de Fræna es troba a l'oest, el de Gjemnes es troba al sud-est, i el d'Averøy es troba a l'est. El mar de Noruega es troba al nord.
El municipi és conegut per la seva pedra calcària tradicional i seu marbre. La carretera costanera Atlanterhavsveien connecta el municipi d'Eide amb la veïna Averøy a l'est. La frontera municipal es troba al pont de Storseisundet, a la mateix carretera.